# Mycetina rubescens
Mycetina rubescens is een keversoort uit de familie zwamkevers (Endomychidae). De wetenschappelijke naam van de soort werd in 1952 gepubliceerd door Strohecker.